# پرادراری
پُرادراری (به انگلیسی: Polyuria) وضعیتی است که معمولاً به افزایش بیش از حد یا غیرطبیعی ادرار گفته می‌شود. پرادراری معمولاً همراه پرنوشی رخ می‌دهد. پرادراری از علایم کلاسیک بیماری دیابت است.

## علل

### عمومی
پرنوشی
پرنوشی روانی
داروهای دیورتیک، دیورز اسمزی

### سیستم ادراری
سیستیت بینابینی
عفونت ادراری
اسیدوز لوله کلیوی 
سندرم فانکونی
نفرونوفتیزیس (ژنتیکی) 

### هورمونی
هیپوکالمی 
دیابت شیرین
استفاده از کورتیکواستروئید
فئوکروموسیتوم
هایپرپاراتیروئیدیسم
دیابت بی‌مزه
هایپرکلسمی 
پرکاری تیروئید
کم‌کاری هیپوفیز
بیماری کان (Conn's disease)
هایپرگلیسمی

### قلب و عروق
نارسایی احتقانی قلب
بیماری قلبی تنفسی 
سندرم تاکی کاردی ارتواستاتیک خلفی (POTS)

### مغز و اعصاب
سندرم هدر رفتن نمک مرکزی 
آسیب عصبی 
میگرن

### سایر علل
دوزهای زیاد ریبوفلاوین (ویتامین B2)
مقادیر زیادی ویتامین D
دیورزیس ارتفاعی 
اثر جانبی لیتیم 
هموکروماتوز
اکروتوکسیکوز